# ماریا پرز فرناندز
ماریا پرز فرناندز (انگلیسی: María Pérez Fernández؛ زادهٔ ۲۸ مارس ۱۹۸۷) بازیکن فوتبال اهل اسپانیا است.
وی همچنین در تیم ملی فوتبال زنان اسپانیا بازی کرده‌است.